# Speleomantes
Speleomantes là một chi động vật lưỡng cư trong họ Plethodontidae, thuộc bộ Caudata. Chi này có 7 loài và 43% bị đe dọa hoặc tuyệt chủng.

## Hình ảnh

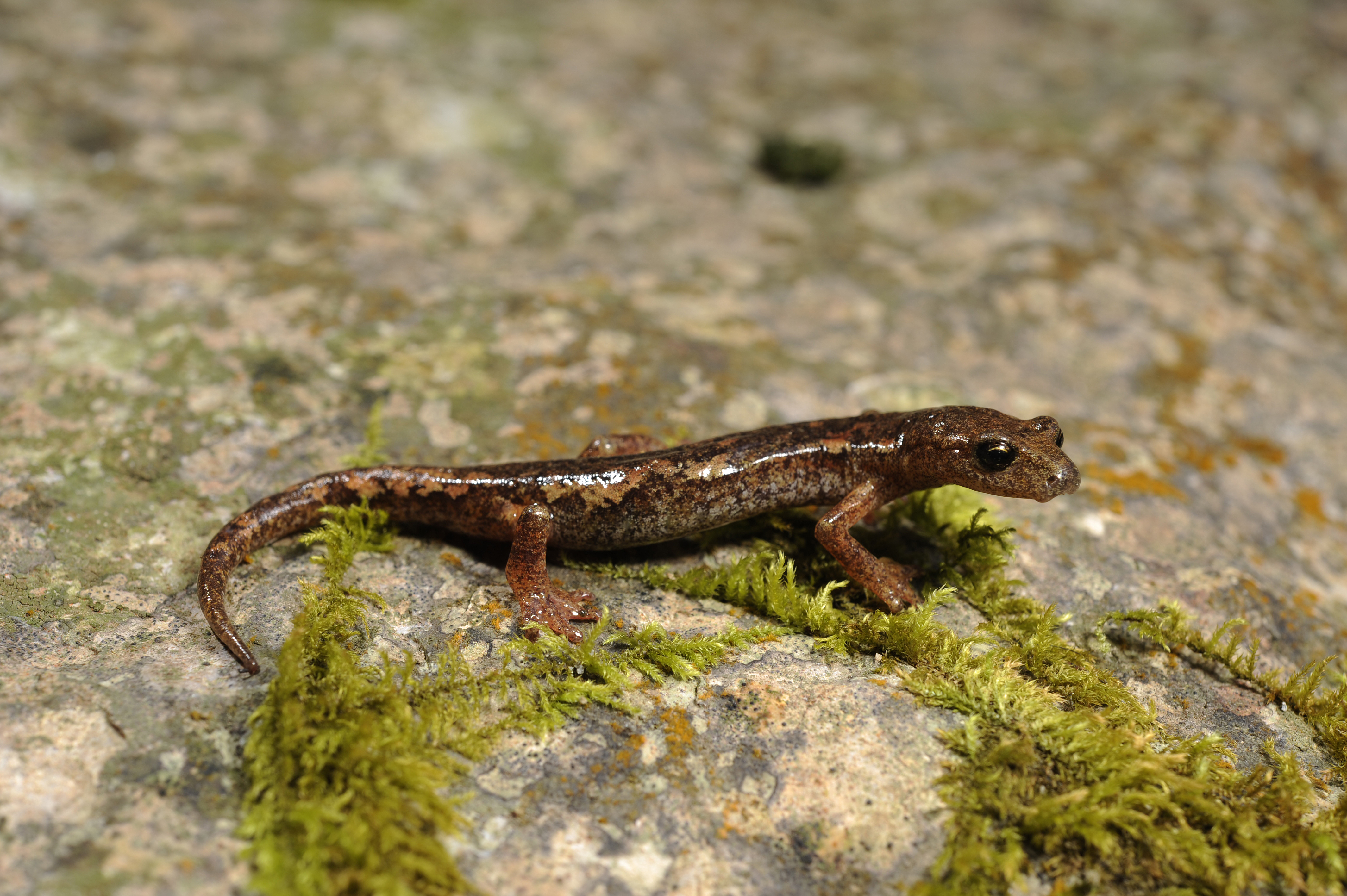
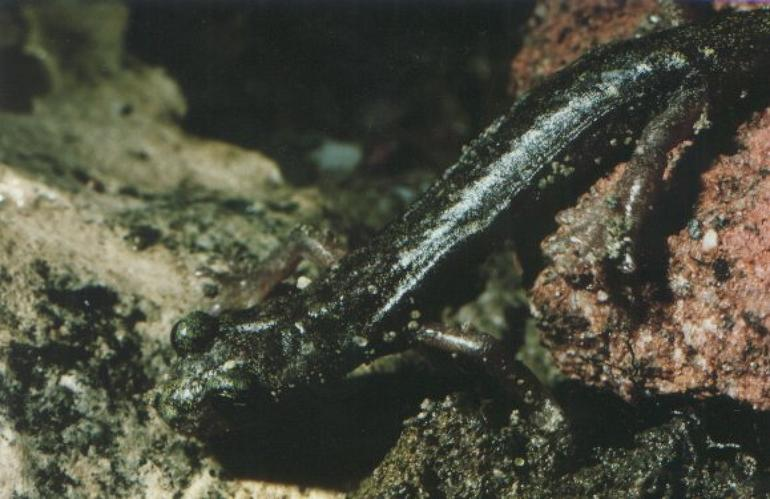
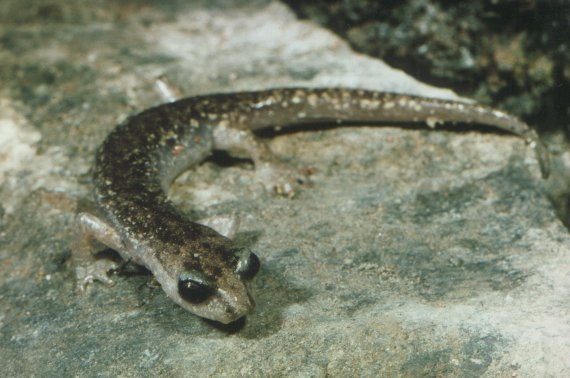